# Börsras
Ett börsras är en kraftig kursnedgång på börsen. Kan omfatta en enskild aktie, en eller flera branscher alternativt hela börsen. Det senare fallet benämns ofta baisse av fackmän, i motsats till hausse då börsen i allmänhet går uppåt. När en hel aktiemarknad drar iväg åt samma håll beror det vanligen inte på de enskilda företagens resultat utan snarare externa faktorer, exempelvis valuta- eller räntejusteringar eller förändrade oljepriser. I de fall då en aktiebörs sjunker riktigt låg brukar man istället prata om en börskrasch.
| Rank | Förändring | Datum             | Trolig orsak |
| ---- | ---------- | ----------------- | --- |
| 1    | −11,13 %   | 12 mars 2020      | Coronavirusutbrottet, som WHO dagen innan meddelade är en pandemi. Kvällen innan stoppade Donald Trump resor från Europas Schengenländer till USA under 30 dagar.           |
| 2    | −9,16 %    | 29 oktober 1987   | |
| 3    | −7,76 %    | 20 oktober 1987   | Dagen efter svarta måndagen i New York. |
| 4    | −7,75 %    | 27 juni 2016      | Folkomröstningen om Storbritanniens medlemskap i EU |
| 4    | −7,75 %    | 11 september 2001 | World Trade Center i New York totalförstördes i 11 september-attackerna |
| 6    | −7,46 %    | 16 oktober 1989   | |
| 7    | −7,12 %    | 6 oktober 2008    | Som del i den globala finanskrisen tog isländska staten över Landsbanki och Glitnir samtidigt som holländska staten tog över delar av Fortis.                               |
| 8    | −6,66 %    | 8 oktober 1998    | |
| 9    | −6,37 %    | 8 oktober 2008    | |
| 10   | −6,32 %    | 19 augusti 1991   | Augustikuppen i Moskva. |
| 11   | −6,18 %    | 18 augusti 2011   | |
| 12   | −6,10 %    | 6 november 2008   | |
| 13   | −6,08 %    | 24 oktober 2008   | |
| 14   | −6,02 %    | 19 oktober 1987   | |
| 15   | −5,99 %    | 5 oktober 1992    | |
| 16   | −5,95 %    | 12 mars 2001      | |
| 17   | −5,67 %    | 4 november 1987   | |
| 18   | −5,66 %    | 10 oktober 2008   | |
| 19   | −5,62 %    | 15 oktober 2008   | |
| 20   | −5,49 %    | 26 oktober 1987   | |
| 21   | −5,48 %    | 9 mars 2020       | Måndagen efter att Lombardiet satts i karantän pga Coronavirusutbrottet 2019–2021 och att Saudiarabien chockhöjt oljeproduktionen med fallande oljepriser (-20%) som följd. |
| 22   | −5,41 %    | 29 september 2008 | |
| 23   | −5,34 %    | 22 maj 2006       | |
| 24   | −5,24 %    | 10 november 1987  | |
| 25   | −5,21 %    | 30 september 2002 | |
| 26   | −5,15 %    | 8 augusti 2011    | Bland annat att Standard & Poors nedgraderar USA:s kreditbetyg till AA+ |